# Deneys Reitz
Deneys Reitz (Bloemfontein, 2 aprile 1882 – Londra, 19 ottobre 1944) è stato un politico sudafricano.

## Biografia
Nel settembre 1939, all'inizio della seconda guerra mondiale, venne nominato dal generale Jan Smuts ministro degli Affari locali e primo ministro delegato. Nell'ottobre successivo fu inviato a Londra come delegato sudafricano alla Conferenza di guerra dell'Impero. Rientrato in patria, svolse una intensa attività per convincere i sudafricani ad arruolarsi e combattere in Europa, dato che in Sudafrica non c'era la coscrizione obbligatoria. Nel gennaio 1943 fu nominato Alto Commissario a Londra, ma morì improvvisamente nell'ottobre 1944.